# Prijezda II de Bosnia
Prijezda II (en serbio: Пријезда II; c. 1242 - c. 1290) fue un ban de Bosnia solo entre 1287 y 1290, pero más tarde, junto con su posible hermano Esteban I Kotroman, era vasallo del Reino de Hungría.
Era uno de los hijos del ban Prijezda I. Tras la retirada de su padre del poder en 1287, dividió el país con su hermano y asumió el control de Bosnia Occidental. Murió en 1290 y sus tierras fueron transferidas a su hermano Kotroman, quien se convirtió en el único gobernante de Bosnia.